# Осиник (Мичиген)
Осиник (енгл. Ossineke) насељено је место без административног статуса у америчкој савезној држави Мичиген.

## Демографија
По попису из 2010. године број становника је 938, што је 121 (-11,4%) становника мање него 2000. године.
| Група             | 2000.         | 2010.       |
| Белци             | 1.041 (98,3%) | 912 (97,2%) |
| Афроамериканци    | 3 (0,3%)      | 1 (0,1%)    |
| Азијати           | 2 (0,2%)      | 7 (0,7%)    |
| Хиспаноамериканци | 2 (0,2%)      | 7 (0,7%)    |
| Укупно            | 1.059         | 938         |